# Eupithecia graciliata
Eupithecia graciliata es una especie de polilla de la familia Geometridae. La especie fue descrita por primera vez por Karl Dietze habiendo sido descrita en 1906, con distribución en Georgia. Es parte del grupo de especies Eupithecia despectaria, incluyendo especies de morfología genital similar ubicados en el Norte de África y el Asia Central.